# Platanista gangetica
Il platanista (Platanista gangetica) è una specie di delfini di fiume che vive in Bangladesh, India e Pakistan.
Diviso in due sottospecie, il platanista del Gange vive principalmente nei fiumi Gange e Brahmaputra e nei loro affluenti in India e Bangladesh, mentre il platanista dell'Indo vive nel fiume Indo, in Pakistan. Dagli anni '70 fino al 1998 vennero considerati specie separate, ma nel 1998 la loro classificazione venne cambiata, trasformando le due specie in due sottospecie di una singola specie.

## Tassonomia

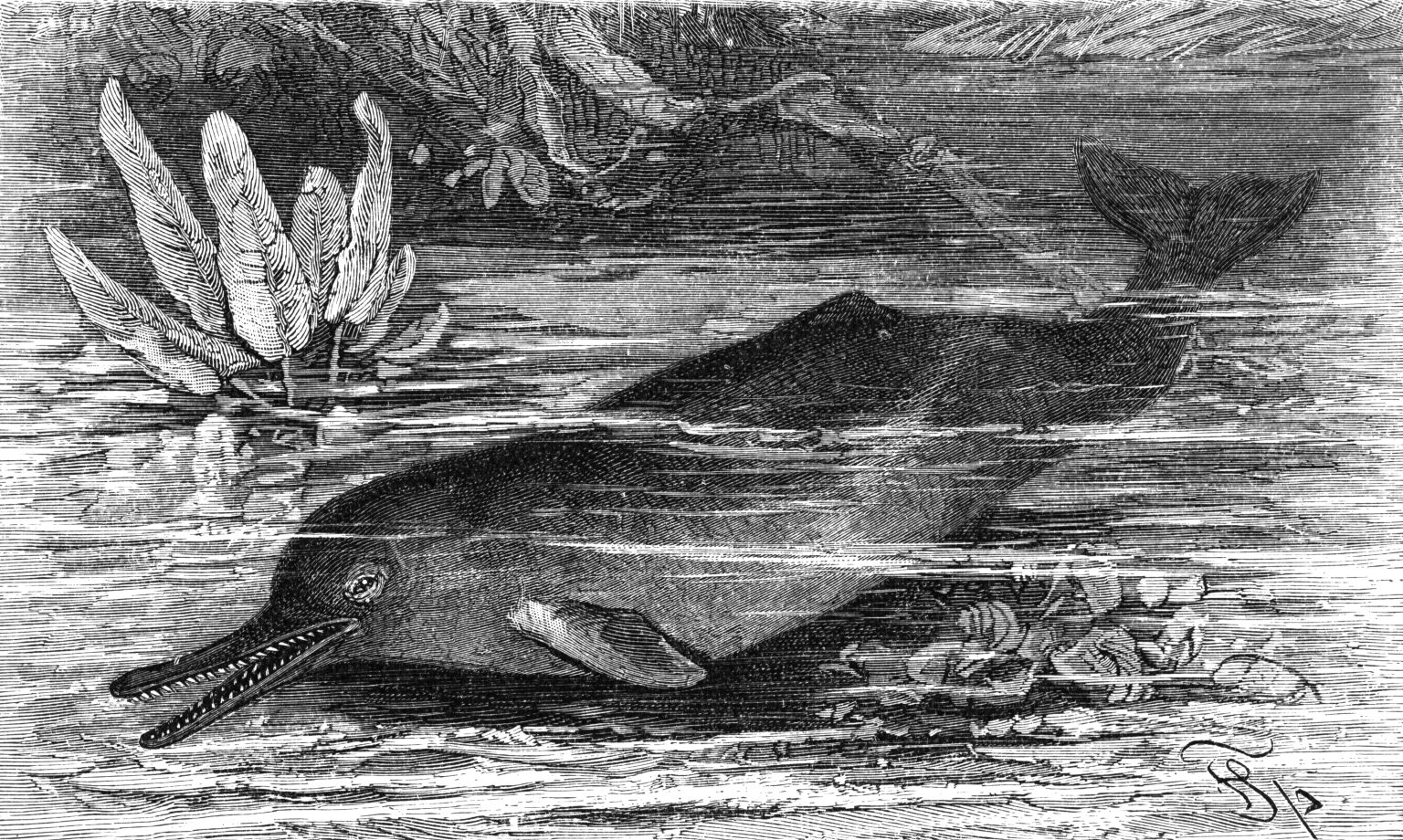
Platanista gangetica minor

La specie venne descritta separatamente dai due autori Lebeck e Roxburgh nell'anno 1801 e non è chiaro a chi bisogna attribuire la descrizione originale. Fino agli anni '70 i platanista dell'Indo e del Gange vennero considerati una singola specie. Le due popolazioni sono separate geograficamente e non si sono incrociate per molte centinaia se non migliaia di anni. Nei primi anni '70 gli scienziati, basandosi su differenze della struttura del cranio, delle vertebre e della struttura lipidica, dichiararono le due popolazioni come specie separate. Nel 1998 i risultati di questi studi vennero messi in dubbio e la classificazione venne riportata a come era prima del 1970, cioè ad una singola specie comprendente due sottospecie, grazie anche all'uso di tecniche moderne, come l'osservazione della sequenza molecolare. Così, al giorno d'oggi, esistono due sottospecie riconosciute del genere Platanista, Platanista gangetica minor (il platanista dell'Indo) e Platanista gangetica gangetica (il platanista del Gange).

## Descrizione

I platanisti del Gange e dell'Indo sono essenzialmente identici nell'aspetto. Hanno il muso lungo e appuntito caratteristico di tutti i delfini di fiume. I denti sono visibili sia sulla mascella superiore che su quella inferiore anche quando la bocca è chiusa. I denti degli animali giovani, sottili e ricurvi, sono lunghi quasi due centimetri e mezzo, anche se con l'età tendono a subire sostanziali cambiamenti, divenendo, negli adulti, dei dischi piatti, squadrati ed ossei. L'estremità del muso si volge all'indietro all'estremità. La specie è priva della lente oculare del cristallino, cosa che la rende effettivamente cieca, sebbene possa ancora essere in grado di distinguere l'intensità e la direzione della luce. I movimenti e la caccia vengono effettuati grazie all'ecolocazione. Il corpo, di colore brunastro, si fa più robusto nel mezzo. La specie ha solamente una piccola massa triangolare al posto della pinna dorsale. Le natatoie e la coda sono sottili e grandi rispetto alle dimensioni del corpo, che sono di circa 2-2,2 metri nei maschi e 2,4-2,6 m nelle femmine. L'animale più vecchio registrato era un maschio di 28 anni di 199 centimetri di lunghezza. Le femmine adulte mature sono più grandi dei maschi. Il dimorfismo sessuale si spiega con il fatto che dopo che le femmine raggiungono circa 150 cm, il loro rostro continua a crescere, raggiungendo una lunghezza approssimativa di 20 cm, mentre quello dei maschi smette di crescere. 

## Biologia
Dei piccoli sono stati osservati tra gennaio e maggio e sembra che vivano con la madre solamente per pochi mesi. Si pensa che la gestazione sia approssimativamente di 9-10 mesi.
La specie si nutre di una grande varietà di gamberetti e pesci, tra cui carpe e pesci gatto. Si incontrano solitamente delfini solitari o in piccole aggregazioni, che non formano mai dei gruppi veri e propri.

## Popolazione e distribuzione

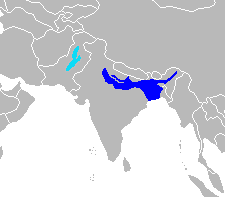

La sottospecie del Gange vive nel Gange, così come nei bacini idrografici del Brahmaputra, del Meghna, del Karnaphuli e del Sangu in India, Bangladesh, Nepal e Bhutan. Densità di popolazione relativamente alte sono state osservate presso il Santuario del Delfino Gangetico di Vikramshila e nel fiume Sangu, nel Bangladesh meridionale. Pochissimi individui (forse 20) sono presenti in Nepal nel fiume Karnali. La popolazione totale è sconosciuta, ma si misura certamente in centinaia di esemplari ed è, forse, di poche migliaia.
Il fiume Chambal nasce in India occidentale e si congiunge col Gange nei pressi di Allahabad. Il fiume Chambal mantiene una popolazione di delfini rimasta a lungo sconosciuta alla letteratura scientifica. Singh e Sharma (1985) stimarono, nel corso inferiore, la presenza di non meno di 45 delfini tra Batesura (305 km a nord della confluenza Yamuna-Chambal) e Pachhnada (per un totale di 320 km) nel fiume Chambal (nel bacino idrografico del Gange sud-occidentale) nel periodo 1983-1985. Questo vuol dire che in questo tratto di fiume c'è una densità di un esemplare adulto ogni 6,5 km di lunghezza.
La sottospecie dell'Indo risiede principalmente nel fiume Indo, in Pakistan. Nel diciannovesimo secolo il suo areale era approssimativamente cinque volte più esteso di oggi, includendo anche affluenti dell'Indo, come il Sutlej, il Ravi, il Chenab e il Jhelum. La densità di popolazione più alta si ha nella provincia del Sind.
Un esauriente censimento della popolazione del delfino dell'Indo completato nel 2001 dal WWF-Pakistan ha concluso che oggi vivano approssimativamente 1100 individui.

## Conservazione
Entrambe le sottospecie sono state molto danneggiate dall'uso che l'uomo ha fatto dei sistemi fluviali del subcontinente. Gli intrappolamenti nelle reti da pesca possono causare danni significativi al numero della popolazione locale. Alcuni individui vengono ancora cacciati ogni anno e il loro olio e la loro carne vengono usati come unguento, come afrodisiaco e come esca per i pesci gatto. L'irrigazione ha fatto abbassare il livello dell'acqua negli areali di entrambe le sottospecie. Anche l'avvelenamento delle acque causato dalle sostanze chimiche usate nell'industria e nell'agricoltura ha contribuito al declino della popolazione. Forse il danno più significativo è stato la costruzione di più di 50 dighe lungo molti fiumi, causando la frammentazione delle popolazioni e la diminuzione del pool genico delle popolazioni che si sono incrociate tra loro. Attualmente esistono tre sottopopolazioni di delfino dell'Indo che, se protette, sarebbero capaci di una sopravvivenza a lungo termine.
Entrambe le sottospecie sono classificate dall'IUCN nella sua Lista Rossa delle Specie Minacciate come in pericolo.
La Zoological Society of London, in base a criteri di unicità evolutiva e di esiguità della popolazione, considera Platanista gangetica minor una delle 100 specie di mammiferi a maggiore rischio di estinzione.

Il pericolo immediato per la popolazione di P. gangetica residente nel Santuario Nazionale del Chambal è  causato dall'abbassamento della profondità del fiume e dai banchi di sabbia che dividono il corso del fiume in segmenti più piccoli.

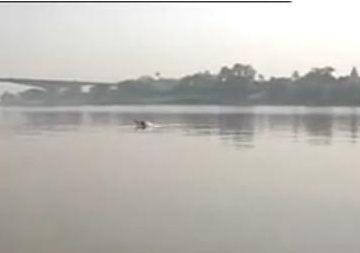
Un delfino del Gange